# Vit vaddkaktus
Vit vaddkaktus (Pilosocereus pachycladus) är en suckulent växtart inom släktet vaddkaktusar och familjen kaktusväxter.

## Beskrivning
Denna kaktus är mycket lik blå pelarkaktus och har nog många gånger räknats in i släktet cereus. Den har gulvita areoler, från vilka gulvita taggar utgår från och består av upp till tio radiära taggar och en centraltagg. Taggarnas längd varierar från 5 till 15 millimeter, men samtliga är helt raka och relativt tunna. Dess epidermis är precis som blåbärskaktus täckt av ett vaxliknande ämne som dels skyddar kaktusen från starkt solljus, men även förhindrar förlust av vatten. Det är detta vax som gör att den har en blåaktig färg och detta byggs upp då växten utsätts för solljus.

## Förekomst
Vit vaddkaktus ursprungliga förekomst är Mexiko, Florida i USA, Venezuela och Brasilien.

## Odling
Vit vaddkaktus trivs bäst på en så ljus och solig växtplats som möjligt, men unga plantor kan behöva skyddas mot riktigt intensiv middagssol vår och sommar. Sommarhalvåret vattnar man så snart jorden hunnit torka upp efter föregående vattning. När vintern närmar sig trappar man ner vattningen för att bara vattna ungefär en gång i månaden under vintern. Håller man den riktigt torr tål den till och med frost om det är en planta som är några år gammal. Från maj till augusti ger man kaktusnäring eller möjligen svag krukväxtnäring av traditionellt slag en gång i månaden. Från mars till oktober bör den stå ganska varmt - inte under 16°C. Under vintern däremot är det bäst om man kan placera den på en ljus plats där temperaturen endast är 3 - 8°. Planterar om gör man på våren, och då det är en förhållandevis snabbväxande kaktus som kan växa upp till 30 centimeter på en säsong, som frilandsodlad, och kan behöva planteras om vartannat år. Då dessa typer av pelarkaktusar utvecklar kraftiga rötter åt sidorna, likt cykelekrar, så kan det behövas en beskärning av dem vid omplantering. Låt då plantan ligga barrotad någon dag så att snittytorna torkar till, annars finns risk för röta. Till denna snabbväxande kaktus kan krukväxtjord användas, men med extra sand och eventuellt små Lecakulor inblandat. Sommartid kan den mycket väl stå utomhus på en varm och skyddad plats. Vit vaddkaktus förökas antingen med frön eller sticklingar. Fröna tillhör de mer lättgroende, som det inte är så svårt att lyckas med, även om det tar tid innan man får större plantor. Sticklingsförökning går snabbare. Skär av en bit av toppen på kaktusen och låt den ligga en vecka eller mer så att snittytan torkar ordentligt. Planteras sedan i såjord med extra sand iblandad.

## Synonymer
Cephalocereus glaucescens (Labour.) Borg
Pilosocereus azureus F.Ritter
Pilosocereus glaucescens (Labour.) Byles & G.D.Rowley